# District de Myjava
Le district de Myjava est l'un des 79 districts de Slovaquie, dans la région de Trenčín.

## Démographie

### Évolution de la population
| Année:               | 1994.  | 2004.   | 2014.   | 2024.   |
| -------------------- | ------ | ------- | ------- | ------- |
| Nombre de personnes: | 30 018 | 28 527  | 27 083  | 24 809  |
| Différence:          |        | -4,96 % | -5,06 % | -8,39 % |

| Année:               | 2023.  | 2024.   |
| -------------------- | ------ | ------- |
| Nombre de personnes: | 25 013 | 24 809  |
| Différence:          |        | -0,81 % |

## Liste des communes
Source :

### Villes
- Myjava
- Brezová pod Bradlom

### Villages
Brestovec  | Bukovec | Chvojnica | Hrašné | Jablonka | Kostolné | Košariská | Krajné  | Podkylava | Polianka | Poriadie | Priepasné | Rudník | Stará Myjava | Vrbovce